# Ungarische Rhapsodie (1954)
Ungarische Rhapsodie (Alternativtitel: Franz Liszts große Liebe) ist eine Filmbiographie aus dem Jahr 1954 und hat den Komponisten Franz Liszt zum Thema.
Der Film basiert auf dem Roman Ungarische Rhapsodie von Zsolt Harsányi.

## Handlung
Als Franz Liszt ein Wohltätigkeitskonzert in Kiew gibt, lernt er die Gräfin Carolyne zu Sayn-Wittgenstein kennen und schenkt ihr eine Spieluhr, die er ihr kurz zuvor auf einem Basar weggeschnappt hatte. Sie lädt ihn daraufhin auf ihr Gut Woronice ein.
Dort verlieben sich die störrische Gräfin, deren Ehe mit General von Sayn-Wittgenstein lediglich von ihrer Familie arrangiert worden war, und der Komponist bald ineinander. Unter dem Einfluss der neuen Beziehung wird Carolynes Wesen friedfertiger. Sie begehrt gegen den General auf, als dieser zur Jagd auf dem Gut erscheint.
In St. Petersburg bittet Carolyne vergeblich ihre Freundin Maria Pawlowna um Hilfe und kehrt wegen der drohenden Revolution nach Ungarn zu Franz Liszt zurück; mit letzter Mühe erreicht sie die Grenze nach Ungarn und trifft Franz Liszt.
Bald planen beide, gemeinsam in die Altenburg in Weimar zu ziehen und Carolynes Ehe mit dem General von Papst Pius IX. annullieren zu lassen. Währenddessen sucht Komponist Richard Wagner, der wegen seiner Teilnahme an der Märzrevolution von der Polizei gesucht wird, Unterschlupf im Haus Liszt. Carolyne organisiert ihm eine Flucht in die Schweiz; Liszt verspricht, Wagners neue Oper „Lohengrin“ in Weimar aufzuführen.
Inzwischen intrigiert der General gegen die Liaison zwischen Carolyne und Liszt. In diesem Zusammenhang reagiert der russische Herzog bereits ungehalten auf ihre Beziehung. Eine vom General engagierte Meute im Publikum sprengt die geplante Uraufführung von Liszts erstem Klavierkonzert, bei der auch der Weimarer Großherzog anwesend ist. Auf Befehl des Zaren soll Carolyne für tot erklärt, ihr Vermögen konfisziert werden.
Während Carolyne und Liszt ihre Hochzeit in Rom vorbereiten, erhalten sie von einem Kurier des Vatikans die Nachricht, dass der Papst die Annullierung von Carolynes Ehe mit dem General verweigert; sowohl Carolynes Familie als auch die des Generals habe geschworen, dass Carolyne die Ehe mit dem General freiwillig eingegangen sei. Schweren Herzens trennen sich Carolyne und Liszt und schwören vor Gott, einander zu entsagen.
Carolyne erfährt von dem schwerkranken General, dass selbst durch seinen Tod eine Heirat Carolynes und Liszts nicht möglich sein wird, da Liszt sich zum Priester hat weihen lassen. Er ist überrascht von ihrem Gleichmut; ihr Opfer, so Carolyne, sei nicht umsonst gewesen, da Liszts Name nun in noch größerem Licht erstrahlen werde.
Beim Amtsantritt von Kaiser Franz Joseph I. komponiert Liszt die Krönungsmusik.

## Produktionsnotizen
Der Film ist eine deutsch-französische Gemeinschaftsproduktion der Oska-Film, München, und der Florida-Film, Paris. Er wurde in einem Atelier in Nizza produziert. Die Außenaufnahmen entstanden in Nizza, an der Riviera und in Paris. Die Uraufführung erfolgte am 15. April 1954 in Hannover. Eine französische Version erschien unter dem Titel Par ordre du Tzar. Liszt wurde darin von Jacques François verkörpert. Die französischsprachige Version wurde am 18. Juni 1954 in Paris uraufgeführt.

## Kritiken
„Die unglückliche Liebe des Komponisten Franz Liszt zur Prinzessin Caroline Sayn-Wittgenstein. Eine gefühlvolle Romanze mit musikalischen Lichtblicken, frei nach einem Erfolgsroman von Zsolt von Harsanyi und noch freier nach historischen Tatsachen. (Titel auch: Franz Liszts große Liebe")“